# Hankar
Hankar – stacja na linii 5 metra w Brukseli. Znajduje się w gminie Auderghem. Zlokalizowana jest pomiędzy stacjami Pétillon i Delta. Została otwarta 20 września 1976. Do kwietnia 2009 roku i reorganizacji metra, stacja znajdowała się na linii 1A. 
Stacja bierze nazwę od Placu Barona Roberta Hankara (fr. Square Baron Robert Hankar). 
Na stacji znajduje się olbrzymi mural belgijskiego malarza ekspresjonisty Rogera Somville'a (1923–2014) zatytułowany „Notre temps” (pol. „Nasze czasy”). Powstały w latach 1974–1976 mural zajmuje powierzchnię 600 m².